# Remo nos Jogos Olímpicos de Verão de 2024 - Skiff simples masculino
A competição do skiff simples masculino do remo nos Jogos Olímpicos de Verão de 2024 ocorreu entre 27 de julho e 3 de agosto de 2024 no Estádio Náutico de Vaires-sur-Marne, na Ilha de França. Um total de 33 remadores, cada um representando um Comitê Olímpico Nacional (CON), participaram do evento.

## Qualificação
Cada CON poderia classificar um único barco (um remador) no skiff simples masculino, sendo um total de 33 vagas disponíveis.

## Formato
No skiff simples cada barco é impulsionado por um único remador. Por serem barcos parelhos, cada remador usa dois remos, um de cada lado do barco; isso contrasta com os barcos de pontas em que cada remador tem remos em apenas um lado (não viável para eventos individuais). A competição consiste em várias rodadas e usa o formato de cinco fases introduzido em 2012. As finais são realizadas para determinar a colocação de cada barco; essas finais recebem letras, com aquelas mais próximas do início do alfabeto significando uma classificação melhor (na Final A são definidos os medalhistas). As semifinais seguem a mesma lógica, com cada um determinando as classificações para as respectivas finais. O percurso usa a distância de 2000 metros que se tornou o padrão olímpico em 1912.

## Calendário
Horário local (UTC+2)
| Dia         | Horário | Fase             |
| ----------- | ------- | ---------------- |
| 27 de julho | 9:00    | Eliminatórias    |
| 28 de julho | 9:36    | Repescagem       |
| 29 de julho | 9:30    | Semifinais E/F   |
| 30 de julho | 10:10   | Quartas de final |
| 31 de julho | 9:54    | Semifinais C/D   |
| 1 de agosto | 9:50    | Semifinais A/B   |
| 2 de agosto | 9:30    | Final F          |
| 2 de agosto | 9:54    | Final E          |
| 2 de agosto | 10:18   | Final D          |
| 3 de agosto | 9:42    | Final C          |
| 3 de agosto | 10:06   | Final B          |
| 3 de agosto | 10:30   | Final A          |

## Medalhistas
| Ouro   | GER Oliver Zeidler |
| Prata  | AIN Yauheni Zalaty |
| Bronze | NED Simon van Dorp |

## Resultados

### Eliminatórias
Os três primeiros de cada bateria se classificam para as quartas de final, enquanto o restante disputa a repescagem.
Eliminatória 1
| Pos. | Raia | Remador              | CON               | Tempo   | Notas |
| ---- | ---- | -------------------- | ----------------- | ------- | ----- |
| 1    | 5    | Tom Mackintosh       | NZL Nova Zelândia | 6:55.92 | Q     |
| 2    | 1    | Stefanos Ntouskos    | GRE Grécia        | 7:01.79 | Q     |
| 3    | 2    | Abdelkhalek El-Banna | EGY Egito         | 7:05.06 | Q     |
| 4    | 3    | Balraj Panwar        | IND Índia         | 7:07.11 | R     |
| 5    | 6    | Vladislav Yakovlev   | KAZ Cazaquistão   | 7:21.56 | R     |
| 6    | 4    | André Matias         | ANG Angola        | 7:52.78 | R     |

Eliminatória 2
| Pos. | Raia | Remador              | CON           | Tempo   | Notas |
| ---- | ---- | -------------------- | ------------- | ------- | ----- |
| 1    | 4    | Mihai Chiruță        | ROU Romênia   | 6:51.51 | Q     |
| 2    | 5    | Damir Martin         | CRO Croácia   | 6:54.83 | Q     |
| 3    | 1    | Giedrius Bieliauskas | LTU Lituânia  | 7:00.96 | Q     |
| 4    | 6    | Isak Žvegelj         | SLO Eslovênia | 7:01.23 | R     |
| 5    | 2    | La Memo              | INA Indonésia | 7:19.33 | R     |
| 6    | 3    | Abdalla Ahmed        | SUD Sudão     | 7:46.45 | R     |

Eliminatória 3
| Pos. | Raia | Remador                | CON               | Tempo   | Notas |
| ---- | ---- | ---------------------- | ----------------- | ------- | ----- |
| 1    | 3    | Simon van Dorp         | NED Países Baixos | 6:49.93 | Q     |
| 2    | 5    | Ryuta Arakawa          | JPN Japão         | 6:51.59 | Q     |
| 3    | 1    | Tim Brys               | BEL Bélgica       | 6:52.35 | Q     |
| 4    | 2    | Sid Ali Boudina        | ALG Argélia       | 7:02.94 | R     |
| 5    | 6    | Mohamed Taieb          | TUN Tunísia       | 7:10.13 | R     |
| 6    | 4    | Premanut Wattananusith | THA Tailândia     | 7:25.76 | R     |

Eliminatória 4
| Pos. | Raia | Remador            | CON                             | Tempo   | Notas |
| ---- | ---- | ------------------ | ------------------------------- | ------- | ----- |
| 1    | 4    | Yauheni Zalaty     | AIN Atletas Individuais Neutros | 6:51.45 | Q     |
| 2    | 3    | James Plihal       | USA Estados Unidos              | 6:54.95 | Q     |
| 3    | 1    | Lucas Verthein     | BRA Brasil                      | 6:54.96 | Q     |
| 4    | 5    | Quentin Antognelli | MON Mônaco                      | 7:02.15 | R     |
| 5    | 2    | Dara Alizadeh      | BER Bermudas                    | 7:23.70 | R     |

Eliminatória 5
| Pos. | Raia | Remador              | CON          | Tempo   | Notas |
| ---- | ---- | -------------------- | ------------ | ------- | ----- |
| 1    | 4    | Oliver Zeidler       | GER Alemanha | 6:54.72 | Q     |
| 2    | 3    | Bruno Cetraro        | URU Uruguai  | 7:04.04 | Q     |
| 3    | 1    | Reidy Cardona Blanco | CUB Cuba     | 7:06.45 | Q     |
| 4    | 2    | Stephen Cox          | ZIM Zimbabwe | 7:11.98 | R     |
| 5    | 5    | Mohamed Bukrah       | LBA Líbia    | 7:37.75 | R     |

Eliminatória 6
| Pos. | Raia | Remador                   | CON           | Tempo   | Notas |
| ---- | ---- | ------------------------- | ------------- | ------- | ----- |
| 1    | 2    | Sverri Sandberg Nielsen   | DEN Dinamarca | 6:53.50 | Q     |
| 2    | 5    | Kristian Vasilev          | BUL Bulgária  | 6:56.63 | Q     |
| 3    | 1    | Bendegúz Pétervári-Molnár | HUN Hungria   | 6:58.76 | Q     |
| 4    | 3    | Chiu Hin Chun             | HKG Hong Kong | 7:00.29 | R     |
| 5    | 4    | Javier Insfrán            | PAR Paraguai  | 7:14.14 | R     |

### Repescagem

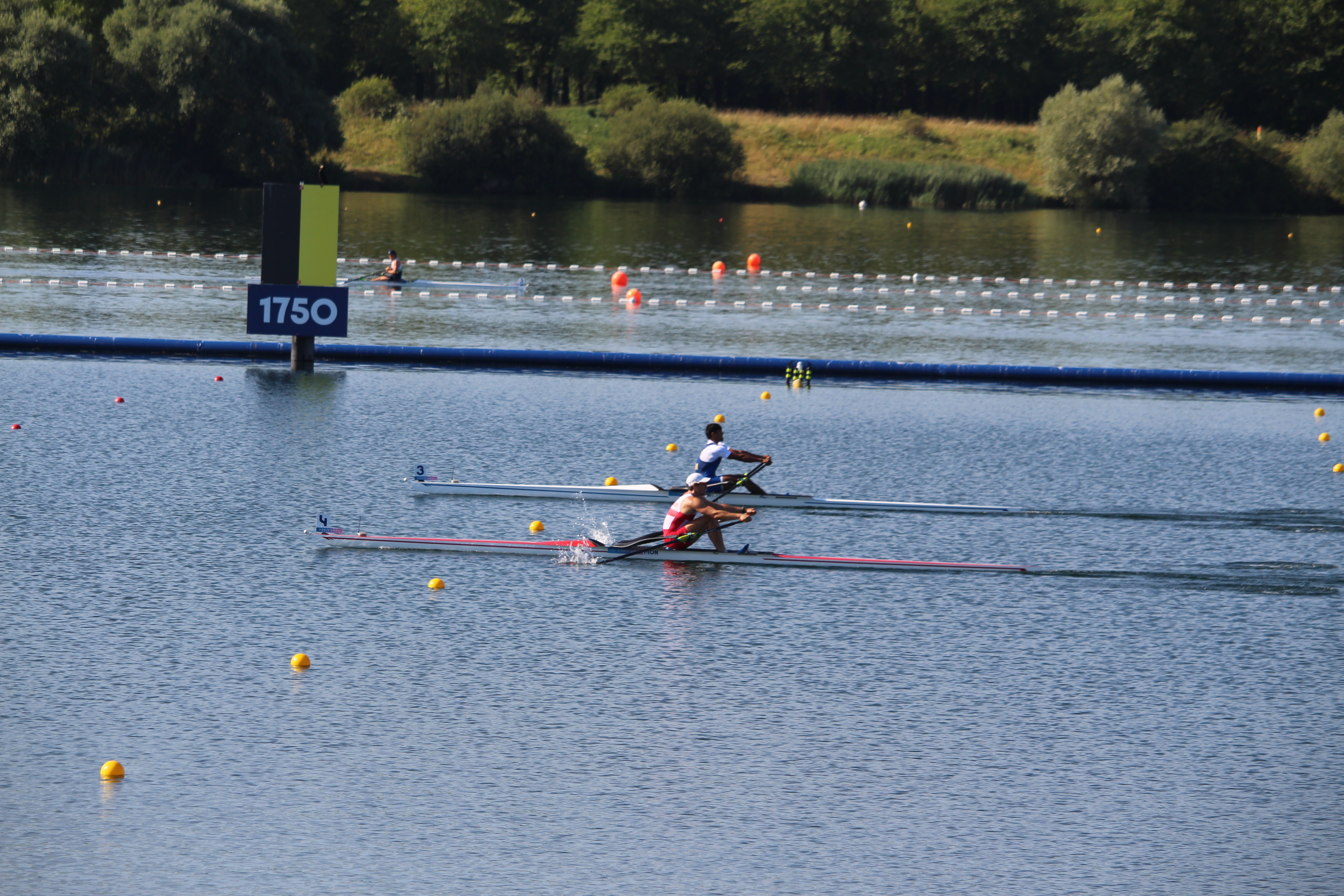
Balraj Panwar (cima) e Quentin Antognelli durante a segunda bateria de repescagem

Os dois primeiros de cada bateria se classificam para as quartas de final; o restante disputa as semifinais E/F (fora da chance por medalhas).
Repescagem 1
| Pos. | Raia | Remador        | CON           | Tempo   | Notas |
| ---- | ---- | -------------- | ------------- | ------- | ----- |
| 1    | 3    | Isak Žvegelj   | SLO Eslovênia | 7:06.90 | Q     |
| 2    | 5    | Javier Insfrán | PAR Paraguai  | 7:08.29 | Q     |
| 3    | 2    | Mohamed Taieb  | TUN Tunísia   | 7:11.57 | QEF   |
| 4    | 4    | Stephen Cox    | ZIM Zimbabwe  | 7:22.45 | QEF   |
| 5    | 1    | André Matias   | ANG Angola    | 8:01.98 | QEF   |

Repescagem 2
| Pos. | Raia | Remador                | CON           | Tempo   | Notas |
| ---- | ---- | ---------------------- | ------------- | ------- | ----- |
| 1    | 4    | Quentin Antognelli     | MON Mônaco    | 7:10.00 | Q     |
| 2    | 2    | Balraj Panwar          | IND Índia     | 7:12.41 | Q     |
| 3    | 3    | La Memo                | INA Indonésia | 7:19.60 | QEF   |
| 4    | 1    | Premanut Wattananusith | THA Tailândia | 7:29.89 | QEF   |
| 5    | 5    | Mohamed Bukrah         | LBA Líbia     | 7:45.55 | QEF   |

Repescagem 3
| Pos. | Raia | Remador            | CON             | Tempo   | Notas |
| ---- | ---- | ------------------ | --------------- | ------- | ----- |
| 1    | 4    | Sid Ali Boudina    | ALG Argélia     | 7:10.23 | Q     |
| 2    | 3    | Chiu Hin Chun      | HKG Hong Kong   | 7:12.94 | Q     |
| 3    | 5    | Dara Alizadeh      | BER Bermudas    | 7:17.05 | QEF   |
| 4    | 2    | Vladislav Yakovlev | KAZ Cazaquistão | 7:21.12 | QEF   |
| 5    | 1    | Abdalla Ahmed      | SUD Sudão       | 7:55.79 | QEF   |

### Quartas de final
Os três primeiros colocados de cada bateria se classificam as semifinais A/B; o restante disputa as semifinais C/D (fora da chance por medalhas).
Quartas de final 1
| Pos. | Raia | Remador                 | CON               | Tempo   | Notas |
| ---- | ---- | ----------------------- | ----------------- | ------- | ----- |
| 1    | 3    | Tom Mackintosh          | NZL Nova Zelândia | 6:48.01 | QAB   |
| 2    | 4    | Sverri Sandberg Nielsen | DEN Dinamarca     | 6:49.69 | QAB   |
| 3    | 2    | Bruno Cetraro           | URU Uruguai       | 6:51.43 | QAB   |
| 4    | 5    | Lucas Verthein          | BRA Brasil        | 6:55.36 | QCD   |
| 5    | 1    | Quentin Antognelli      | MON Mônaco        | 6:58.89 | QCD   |
| 6    | 6    | Chiu Hin Chun           | HKG Hong Kong     | 7:13.70 | QCD   |

Quartas de final 2
| Pos. | Raia | Remador         | CON                | Tempo   | Notas |
| ---- | ---- | --------------- | ------------------ | ------- | ----- |
| 1    | 3    | Oliver Zeidler  | GER Alemanha       | 6:45.32 | QAB   |
| 2    | 5    | Tim Brys        | BEL Bélgica        | 6:46.26 | QAB   |
| 3    | 4    | Mihai Chiruță   | ROU Romênia        | 6:46.32 | QAB   |
| 4    | 2    | James Plihal    | USA Estados Unidos | 6:47.03 | QCD   |
| 5    | 1    | Sid Ali Boudina | ALG Argélia        | 7:06.31 | QCD   |
| 6    | 6    | Javier Insfrán  | PAR Paraguai       | 7:31.50 | QCD   |

Quartas de final 3
| Pos. | Raia | Remador                   | CON               | Tempo   | Notas |
| ---- | ---- | ------------------------- | ----------------- | ------- | ----- |
| 1    | 3    | Simon van Dorp            | NED Países Baixos | 6:49.96 | QAB   |
| 2    | 4    | Damir Martin              | CRO Croácia       | 6:53.55 | QAB   |
| 3    | 2    | Stefanos Ntouskos         | GRE Grécia        | 6:56.68 | QAB   |
| 4    | 5    | Bendegúz Pétervári-Molnár | HUN Hungria       | 7:05.04 | QCD   |
| 5    | 6    | Isak Žvegelj              | SLO Eslovênia     | 7:06.42 | QCD   |
| 6    | 1    | Reidy Cardona Blanco      | CUB Cuba          | 7:10.40 | QCD   |

Quartas de final 4
| Pos. | Raia | Remador              | CON                             | Tempo   | Notas |
| ---- | ---- | -------------------- | ------------------------------- | ------- | ----- |
| 1    | 3    | Yauheni Zalaty       | AIN Atletas Individuais Neutros | 6:49.27 | QAB   |
| 2    | 5    | Giedrius Bieliauskas | LTU Lituânia                    | 6:51.80 | QAB   |
| 3    | 4    | Ryuta Arakawa        | JPN Japão                       | 6:54.17 | QAB   |
| 4    | 2    | Kristian Vasilev     | BUL Bulgária                    | 6:58.67 | QCD   |
| 5    | 6    | Balraj Panwar        | IND Índia                       | 7:05.10 | QCD   |
| 6    | 1    | Abdelkhalek El-Banna | EGY Egito                       | 7:18.59 | QCD   |

### Semifinais
Os três primeiros de cada bateria qualificam-se para as finais melhores (E, C, A), enquanto os restantes vão para as finais inferiores (F, D, B).
Semifinal E/F 1
| Pos. | Raia | Remador            | CON             | Tempo   | Notas |
| ---- | ---- | ------------------ | --------------- | ------- | ----- |
| 1    | 4    | Vladislav Yakovlev | KAZ Cazaquistão | 7:26.20 | FE    |
| 2    | 2    | Mohamed Taieb      | TUN Tunísia     | 7:29.64 | FE    |
| 3    | 3    | La Memo            | INA Indonésia   | 7:32.18 | FE    |
| 4    | 1    | André Matias       | ANG Angola      | 8:01.63 | FF    |

Semifinal E/F 2
| Pos. | Raia | Remador                | CON           | Tempo   | Notas |
| ---- | ---- | ---------------------- | ------------- | ------- | ----- |
| 1    | 3    | Dara Alizadeh          | BER Bermudas  | 7:33.38 | FE    |
| 2    | 4    | Stephen Cox            | ZIM Zimbabwe  | 7:36.59 | FE    |
| 3    | 2    | Premanut Wattananusith | THA Tailândia | 7:48.78 | FE    |
| 4    | 5    | Mohamed Bukrah         | LBA Líbia     | 8:00.42 | FF    |
| 5    | 1    | Abdalla Ahmed          | SUD Sudão     | 8:10.68 | FF    |

Semifinal C/D 1
| Pos. | Raia | Remador                   | CON           | Tempo   | Notas |
| ---- | ---- | ------------------------- | ------------- | ------- | ----- |
| 1    | 4    | Lucas Verthein            | BRA Brasil    | 6:55.07 | FC    |
| 2    | 3    | Bendegúz Pétervári-Molnár | HUN Hungria   | 6:56.92 | FC    |
| 3    | 5    | Sid Ali Boudina           | ALG Argélia   | 6:57.06 | FC    |
| 4    | 6    | Abdelkhalek El-Banna      | EGY Egito     | 7:02.76 | FD    |
| 5    | 1    | Chiu Hin Chun             | HKG Hong Kong | 7:03.68 | FD    |
| 6    | 2    | Balraj Panwar             | IND Índia     | 7:04.97 | FD    |

Semifinal C/D 2
| Pos. | Raia | Remador              | CON                | Tempo   | Notas |
| ---- | ---- | -------------------- | ------------------ | ------- | ----- |
| 1    | 3    | James Plihal         | USA Estados Unidos | 6:56.95 | FC    |
| 2    | 4    | Kristian Vasilev     | BUL Bulgária       | 6:57.75 | FC    |
| 3    | 6    | Javier Insfrán       | PAR Paraguai       | 7:00.93 | FC    |
| 4    | 5    | Isak Žvegelj         | SLO Eslovênia      | 7:09.41 | FD    |
| 5    | 2    | Quentin Antognelli   | MON Mônaco         | 7:14.32 | FD    |
| 6    | 1    | Reidy Cardona Blanco | CUB Cuba           | 7:15.63 | FD    |

Semifinal A/B 1
| Pos. | Raia | Remador              | CON               | Tempo   | Notas |
| ---- | ---- | -------------------- | ----------------- | ------- | ----- |
| 1    | 4    | Simon van Dorp       | NED Países Baixos | 6:42.39 | FA    |
| 2    | 3    | Tom Mackintosh       | NZL Nova Zelândia | 6:44.49 | FA    |
| 3    | 2    | Tim Brys             | BEL Bélgica       | 6:45.32 | FA    |
| 4    | 6    | Ryuta Arakawa        | JPN Japão         | 6:51.13 | FB    |
| 5    | 1    | Bruno Cetraro        | URU Uruguai       | 7:08.29 | FB    |
| 6    | 5    | Giedrius Bieliauskas | LTU Lituânia      | 7:09.29 | FB    |

Semifinal A/B 2
| Pos. | Raia | Remador                 | CON                             | Tempo   | Notas  |
| ---- | ---- | ----------------------- | ------------------------------- | ------- | ------ |
| 1    | 4    | Oliver Zeidler          | GER Alemanha                    | 6:35.77 | FA, OB |
| 2    | 3    | Yauheni Zalaty          | AIN Atletas Individuais Neutros | 6:39.01 | FA     |
| 3    | 1    | Stefanos Ntouskos       | GRE Grécia                      | 6:40.78 | FA     |
| 4    | 5    | Sverri Sandberg Nielsen | DEN Dinamarca                   | 6:43.95 | FB     |
| 5    | 6    | Mihai Chiruță           | ROU Romênia                     | 6:52.95 | FB     |
| 6    | 2    | Damir Martin            | CRO Croácia                     | 6:58.23 | FB     |

### Finais
As regatas finais definem as posições de todos os remadores. Na Final A são decididos os medalhistas.
Final F
| Pos. | Raia | Remador        | CON        | Tempo   |
| ---- | ---- | -------------- | ---------- | ------- |
| 31   | 2    | Mohamed Bukrah | LBA Líbia  | 7:28.90 |
| 32   | 1    | André Matias   | ANG Angola | 7:30.43 |
| 33   | 3    | Abdalla Ahmed  | SUD Sudão  | 7:38.51 |

Final E
| Pos. | Raia | Remador                | CON             | Tempo   |
| ---- | ---- | ---------------------- | --------------- | ------- |
| 25   | 4    | Vladislav Yakovlev     | KAZ Cazaquistão | 6:59.43 |
| 26   | 2    | Mohamed Taieb          | TUN Tunísia     | 7:00.31 |
| 27   | 1    | La Memo                | INA Indonésia   | 7:02.23 |
| 28   | 3    | Dara Alizadeh          | BER Bermudas    | 7:03.12 |
| 29   | 5    | Stephen Cox            | ZIM Zimbabwe    | 7:09.34 |
| 30   | 6    | Premanut Wattananusith | THA Tailândia   | 7:18.58 |

Final D
| Pos. | Raia | Remador              | CON           | Tempo   |
| ---- | ---- | -------------------- | ------------- | ------- |
| 19   | 5    | Quentin Antognelli   | MON Mônaco    | 6:54.93 |
| 20   | 2    | Chiu Hin Chun        | HKG Hong Kong | 6:56.65 |
| 21   | 4    | Abdelkhalek El-Banna | EGY Egito     | 6:58.44 |
| 22   | 3    | Isak Žvegelj         | SLO Eslovênia | 6:59.46 |
| 23   | 1    | Balraj Panwar        | IND Índia     | 7:02.37 |
| 24   | 6    | Reidy Cardona Blanco | CUB Cuba      | 7:03.23 |

Final C
| Pos. | Raia | Remador                   | CON                | Tempo   |
| ---- | ---- | ------------------------- | ------------------ | ------- |
| 13   | 4    | James Plihal              | USA Estados Unidos | 6:41.97 |
| 14   | 5    | Kristian Vasilev          | BUL Bulgária       | 6:44.61 |
| 15   | 3    | Lucas Verthein            | BRA Brasil         | 6:47.37 |
| 16   | 2    | Bendegúz Pétervári-Molnár | HUN Hungria        | 6:47.81 |
| 17   | 6    | Javier Insfrán            | PAR Paraguai       | 6:50.48 |
| 18   | 1    | Sid Ali Boudina           | ALG Argélia        | 6:51.99 |

Final B
| Pos. | Raia | Remador                 | CON           | Tempo   |
| ---- | ---- | ----------------------- | ------------- | ------- |
| 7    | 2    | Mihai Chiruță           | ROU Romênia   | 6:44.83 |
| 8    | 4    | Sverri Sandberg Nielsen | DEN Dinamarca | 6:44.83 |
| 9    | 3    | Ryuta Arakawa           | JPN Japão     | 6:47.02 |
| 10   | 6    | Giedrius Bieliauskas    | LTU Lituânia  | 6:56.39 |
| 11   | 1    | Damir Martin            | CRO Croácia   | 6:57.77 |
| 12   | 5    | Bruno Cetraro           | URU Uruguai   | 7:22.71 |

Final A
| Pos.              | Raia | Remador           | CON                             | Tempo   |
| ----------------- | ---- | ----------------- | ------------------------------- | ------- |
| Medalha de ouro   | 3    | Oliver Zeidler    | GER Alemanha                    | 6:37.57 |
| Medalha de prata  | 2    | Yauheni Zalaty    | AIN Atletas Individuais Neutros | 6:42.96 |
| Medalha de bronze | 4    | Simon van Dorp    | NED Países Baixos               | 6:44.72 |
| 4                 | 6    | Tim Brys          | BEL Bélgica                     | 6:48.44 |
| 5                 | 5    | Tom Mackintosh    | NZL Nova Zelândia               | 6:49.62 |
| 6                 | 1    | Stefanos Ntouskos | GRE Grécia                      | 7:02.05 |